# Municipio de Tkibuli
El Distrito de Tkibuli (en georgiano:ტყიბულის მუნიციპალიტეტი ) es un raión de Georgia, en la región de Imericia. La capital es la ciudad de Tkibuli. El distrito se extiende a ambos lados del río Tkibuli y está rodeada por territorios montañosos cubiertos de bosques. La superficie total es de 478 km² y su población aproximada de 20 mil personas (2018).
- Datos: Q2212773
- Multimedia: Tkibuli Municipality / Q2212773